# 소삼능
소삼능(小三能)은 종반 낱장기 유형 중 하나로, 쌍방 양사가 있을 때, 어느 한쪽에서 차(車)를 제외하고 소기물(小棋物)인 졸·병(卒·兵)을 한 개 이상 포함한 공격 기물 3개가 남은 형태를 말한다. 소삼능은 양사(兩士)를 거의 이길 수 없으나, 예외도 있다. 만약 상대가 양사가 아니라 외사인 경우, 어떤 소삼능으로든 반드시 이길 수 있다.

## 양사를 이길 수 있는 소삼능
서로 양사가 있을 때, 대부분의 소삼능은 이길 수 없으나, 유일하게 양포졸(兩包卒) 또는 양포병(兩包兵)은 이기는 것이 가능하다.
| 양사를 이길 수 있는 소삼능    | 그림(초) | 그림(한) |
| ----------------------------- | -------- | -------- |
| 양포졸(兩包卒) 양포병(兩包兵) |          |          |

과거에는 양포졸 또는 양포병도 다른 소삼능과 마찬가지로 양사가 있으면 비긴다고 인식되어 왔다. 그러나 현대에는 정상급 고수들이 많은 연구를 거친 결과 이기는 기물로 정립되었다.

## 양사를 이길 수 없는 소삼능
위의 예를 제외하고 모든 소삼능은 상대가 정수로 방어하면 양사를 이길 수 없다.
| 양사를 이길 수 없는 소삼능    | 그림(초) | 그림(한) |
| ----------------------------- | -------- | -------- |
| 포마졸(包馬卒) 포마병(包馬兵) |          |          |
| 포상졸(包象卒) 포상병(包象兵) |          |          |
| 양마졸(兩馬卒) 양마병(兩馬兵) |          |          |
| 마상졸(馬象卒) 마상병(馬象兵) |          |          |
| 양상졸(兩象卒) 양상병(兩象兵) |          |          |
| 포양졸(包兩卒) 포양병(包兩兵) |          |          |
| 마양졸(馬兩卒) 마양병(馬兩兵) |          |          |
| 상양졸(象兩卒) 상양병(象兩兵) |          |          |
| 삼졸(三卒) 삼병(三兵)         |          |          |